# Gran Premio degli Stati Uniti d'America 1964
Il Gran Premio degli Stati Uniti 1964 fu la nona gara della stagione 1964 del Campionato mondiale di Formula 1, disputata il 4 ottobre sul circuito Watkins Glen International.
Il pilota principale della Cooper-Climax statunitense Phil Hill, che non aveva partecipato alla gara precedente (fu sostituito dal pilota di riserva), ritornò al volante.
La corsa vide la vittoria di Graham Hill su BRM, seguito da John Surtees su Ferrari e da Jo Siffert su Brabham-BRM.

## Qualifiche
| Pos | N° | Pilota          | Costruttore         | Scuderia                    | Tempo   | Distacco |
| --- | -- | --------------- | ------------------- | --------------------------- | ------- | -------- |
| 1   | 1  | Jim Clark       | Lotus 25-Climax     | Team Lotus                  | 1'12"65 | -        |
| 2   | 7  | John Surtees    | Ferrari 158         | North American Racing Team  | 1'12"78 | +0.13    |
| 3   | 6  | Dan Gurney      | Brabham BT7-Climax  | Brabham Racing Organisation | 1'12"90 | +0.25    |
| 4   | 3  | Graham Hill     | BRM P261            | Owen Racing Organisation    | 1'12"92 | +0.27    |
| 5   | 9  | Bruce McLaren   | Cooper T73-Climax   | Cooper Car Company          | 1'13"10 | +0.45    |
| 6   | 2  | Mike Spence     | Lotus 33-Climax     | Team Lotus                  | 1'13"33 | +0.68    |
| 7   | 5  | Jack Brabham    | Brabham BT11-Climax | Brabham Racing Organisation | 1'13"63 | +0.98    |
| 8   | 8  | Lorenzo Bandini | Ferrari 512         | North American Racing Team  | 1'13"85 | +1.20    |
| 9   | 16 | Jo Bonnier      | Brabham BT7-Climax  | RRC Walker Racing Team      | 1'14"07 | +1.42    |
| 10  | 11 | Innes Ireland   | BRP 2-BRM           | British Racing Partnership  | 1'14"35 | +1.70    |
| 11  | 15 | Chris Amon      | Lotus 25-BRM        | Reg Parnell Racing          | 1'14"43 | +1.78    |
| 12  | 22 | Jo Siffert      | Brabham BT11-BRM    | RRC Walker Racing Team      | 1'14"65 | +2.00    |
| 13  | 4  | Richie Ginther  | BRM P261            | Owen Racing Organisation    | 1'14"67 | +2.02    |
| 14  | 25 | Ronnie Bucknum  | Honda RA271         | Honda R&D Company           | 1'14"90 | +2.25    |
| 15  | 12 | Trevor Taylor   | BRP 2-BRM           | British Racing Partnership  | 1'15"30 | +2.65    |
| 16  | 14 | Mike Hailwood   | Lotus 25-BRM        | Reg Parnell Racing          | 1'15"65 | +3.00    |
| 17  | 17 | Walt Hansgen    | Lotus 33-Climax     | Team Lotus                  | 1'15"90 | +3.25    |
| 18  | 23 | Hap Sharp       | Brabham BT11-BRM    | RRC Walker Racing Team      | 1'18"23 | +5.58    |
| 19  | 10 | Phil Hill       | Cooper T73-Climax   | Cooper Car Company          | 1'19"63 | +6.98    |

## Gara
| Pos | N° | Pilota          | Costruttore         | Giri | Tempo/Causa Ritiro             | Pos partenza | Punti |
| --- | -- | --------------- | ------------------- | ---- | ------------------------------ | ------------ | ----- |
| 1   | 3  | Graham Hill     | BRM P261            | 110  | 2:16:38.0                      | 4            | 9     |
| 2   | 7  | John Surtees    | Ferrari 158         | 110  | + 30.5                         | 2            | 6     |
| 3   | 22 | Jo Siffert      | Brabham BT11-BRM    | 109  | + 1 giro                       | 12           | 4     |
| 4   | 4  | Richie Ginther  | BRM P261            | 107  | + 3 giri                       | 13           | 3     |
| 5   | 17 | Walt Hansgen    | Lotus 33-Climax     | 107  | + 3 giri                       | 17           | 2     |
| 6   | 12 | Trevor Taylor   | BRP Mk2-BRM         | 106  | + 4 giri                       | 15           | 1     |
| 7   | 1  | Jim Clark       | Lotus 25-Climax     | 102  | Senza benzina/Pompa di benzina | 1            |       |
| 8   | 14 | Mike Hailwood   | Lotus 25-BRM        | 101  | Condotto olio                  | 15           |       |
| Rit | 6  | Dan Gurney      | Brabham BT7-Climax  | 69   | Pressione dell'olio            | 3            |       |
| NC  | 23 | Hap Sharp       | Brabham BT11-BRM    | 65   | + 35 giri                      | 18           |       |
| Rit | 8  | Lorenzo Bandini | Ferrari 512         | 58   | Motore                         | 8            |       |
| Rit | 2  | Mike Spence     | Lotus 33-Climax     | 54   | Iniezione della benzina        | 6            |       |
| Rit | 25 | Ronnie Bucknum  | Honda RA271         | 50   | Motore/Giunto di bullone       | 14           |       |
| Rit | 15 | Chris Amon      | Lotus 25-BRM        | 47   | Avviatore                      | 11           |       |
| Rit | 16 | Jo Bonnier      | Brabham BT7-Climax  | 37   | Ponte posteriore               | 9            |       |
| Rit | 9  | Bruce McLaren   | Cooper T73-Climax   | 27   | Motore/Valvola                 | 5            |       |
| Rit | 5  | Jack Brabham    | Brabham BT11-Climax | 14   | Motore                         | 7            |       |
| Rit | 10 | Phil Hill       | Cooper T73-Climax   | 4    | Accensione                     | 19           |       |
| Rit | 11 | Innes Ireland   | BRP Mk2-BRM         | 2    | Cambio                         | 10           |       |

## Statistiche

### Piloti
- 8ª vittoria per Graham Hill
- 1° podio per Jo Siffert
- Ultimo Gran Premio per Walt Hansgen

### Costruttori
- 9° vittoria per la BRM
- 140° podio per la Ferrari

### Motori
- 9ª vittoria per il motore BRM
- 140° podio per il motore Ferrari

### Giri al comando
- John Surtees (1-12, 44)
- Jim Clark (13-43)
- Graham Hill (45-110)

## Classifiche Mondiali

### Piloti
| Pos | Pilota              | Punti   |
| --- | ------------------- | ------- |
| 1   | Graham Hill         | 39 (41) |
| 2   | John Surtees        | 34      |
| 3   | Jim Clark           | 30      |
| 4   | Richie Ginther      | 23      |
| 5   | Lorenzo Bandini     | 19      |
| 6   | Bruce McLaren       | 13      |
| 7   | Jack Brabham        | 11      |
|     | Peter Arundell      | 11      |
| 9   | Dan Gurney          | 10      |
| 10  | Jo Siffert          | 7       |
| 11  | Bob Anderson        | 5       |
| 12  | Tony Maggs          | 4       |
|     | Innes Ireland       | 4       |
| 14  | Jo Bonnier          | 3       |
| 15  | Maurice Trintignant | 2       |
|     | Walt Hansgen        | 2       |
|     | Chris Amon          | 2       |
| 18  | Mike Hailwood       | 1       |
|     | Trevor Taylor       | 1       |
|     | Mike Spence         | 1       |
|     | Phil Hill           | 1       |

### Costruttori
| Pos | Team           | Punti   |
| --- | -------------- | ------- |
| 1   | Ferrari        | 43      |
| 2   | BRM            | 42 (51) |
| 3   | Lotus-Climax   | 36 (37) |
| 4   | Brabham-Climax | 21      |
| 5   | Cooper-Climax  | 16      |
| 6   | Brabham-BRM    | 7       |
| 7   | BRP-BRM        | 5       |
| 8   | Lotus-BRM      | 3       |